# ニコライ・フョードロヴィッチ・フョードロフ
ニコライ・フョードロヴィッチ・フョードロフ（ロシア語: Никола́й Фёдорович Фёдоров; , 1829年6月9日 – 1903年12月28日 ）は、ロシア正教会のキリスト教哲学者であり、ロシア宇宙主義の草分け的存在である。彼は科学的手法を用いた根本的な寿命の延長、身体的な不死、さらには死者の復活を唱えた。「Fyodorov」として英語化された名でトランスヒューマニズムの先駆者として知られる。

## 初期の人生と教育
高位の貴族であるパベル・イワノビッチ・ガガーリンと下層階級の貴族の女性であるエリザベータ・イヴァノバのもとに生まれた。
彼はオデッサのリシュリュー貴族学校で学んだ。 1854年から1868年まで、彼はロシアのさまざまな小さな町で教職を務め、 1878年に、彼は司書としてルミャンツェフ図書館のスタッフとなった。
フョードロフは、本やアイデアの所有権という考えに反対し、生涯にわたって何も出版しなかった。(90年代以降は自ら出版して思想を世に問おうとしていたとも言われる)だが、司書としての仕事の中で黎明期のロケット科学者であるコンスタンチン・ツィオルコフスキーと接点を持ち影響を与えたほか作家のレフ・トルストイとフョードル・ドストエフスキーにも知られる人物となった。
死後弟子により編纂された主著に『共同事業の哲学』（Философия общего дела、1906-1913）がある。

## 伝記
- スヴェトラーナ・セミョーノヴァ『フョードロフ伝』（亀山郁夫・安岡治子訳、水声社、1998年）